# Proprioseiopsis praeanalis
Proprioseiopsis praeanalis är en spindeldjursart som beskrevs av Wolfgang Karg 1989. Proprioseiopsis praeanalis ingår i släktet Proprioseiopsis och familjen Phytoseiidae. Inga underarter finns listade i Catalogue of Life.